# Kotlina Grudziądzka

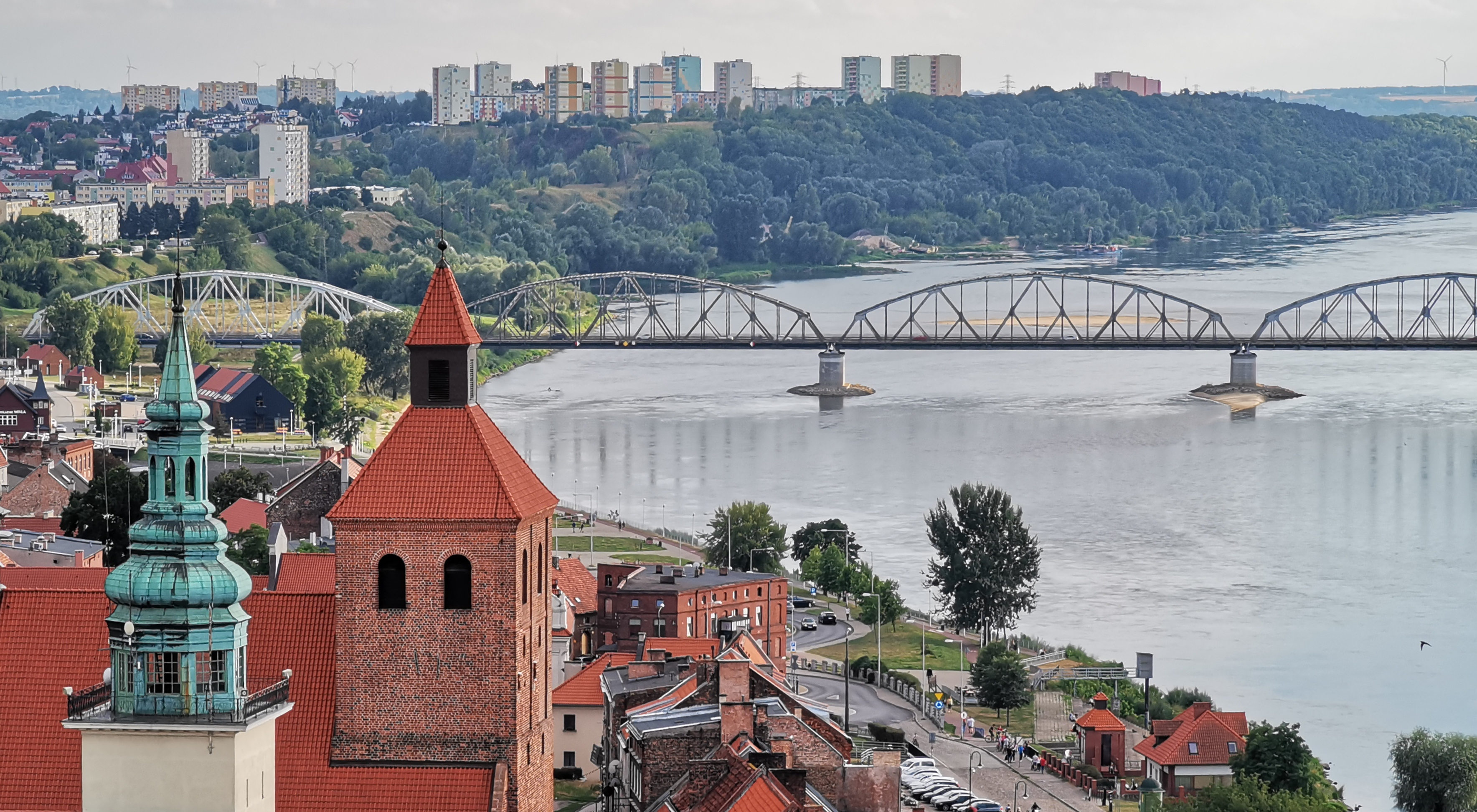
Most przez Wisłę w Grudziądzu

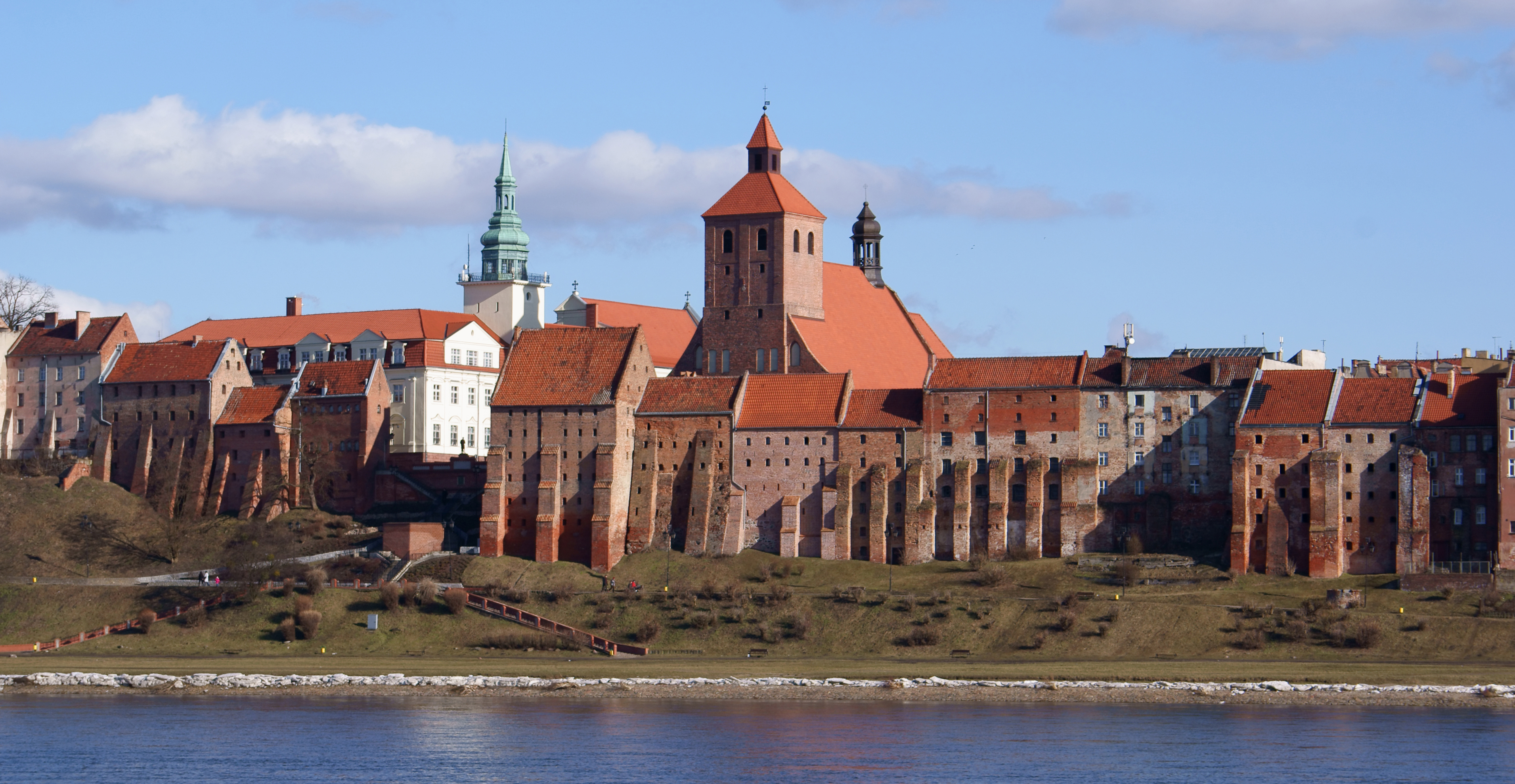
Spichrze nad Wisłą w Grudziądzu

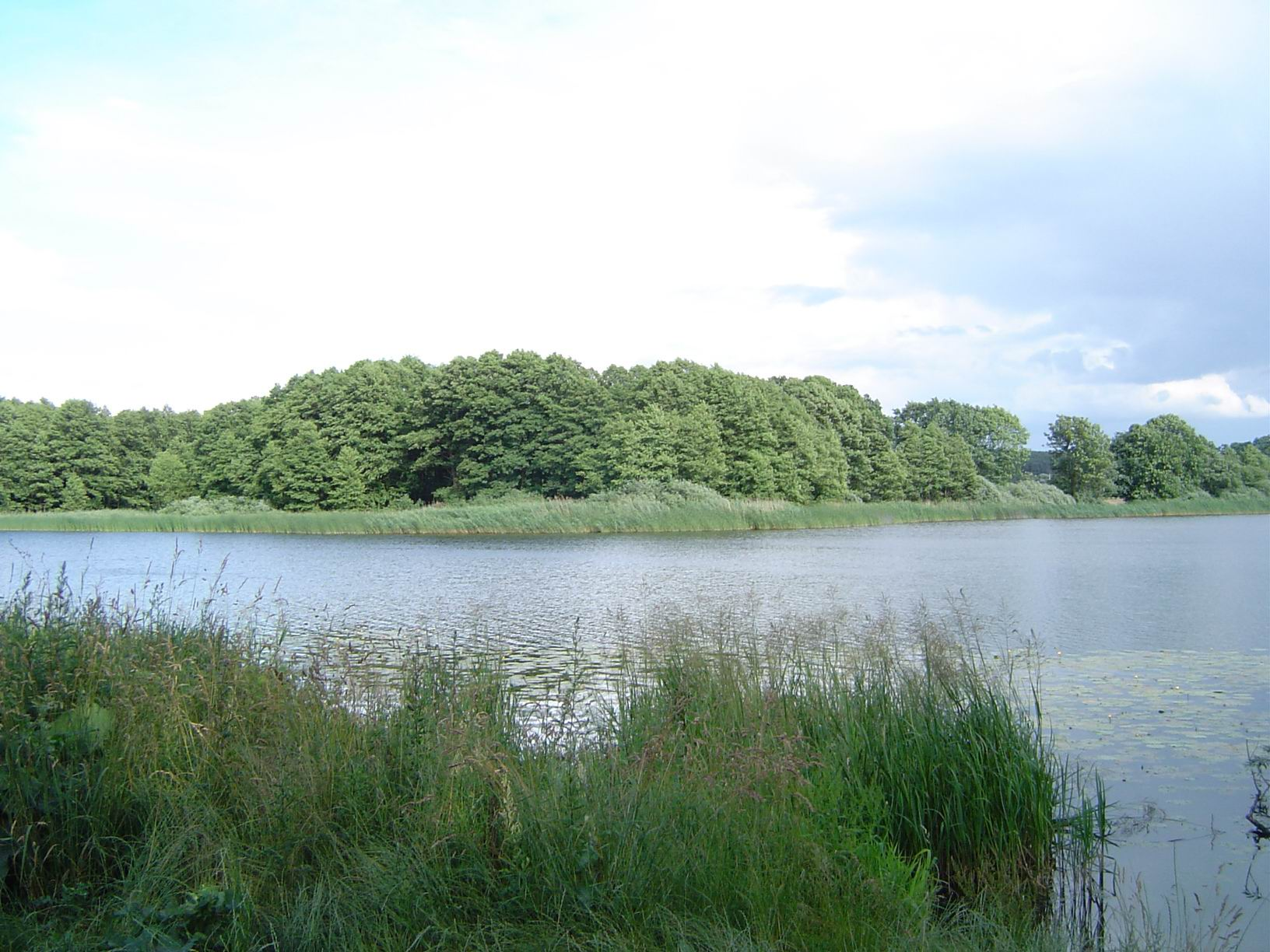
Jezioro Tarpno

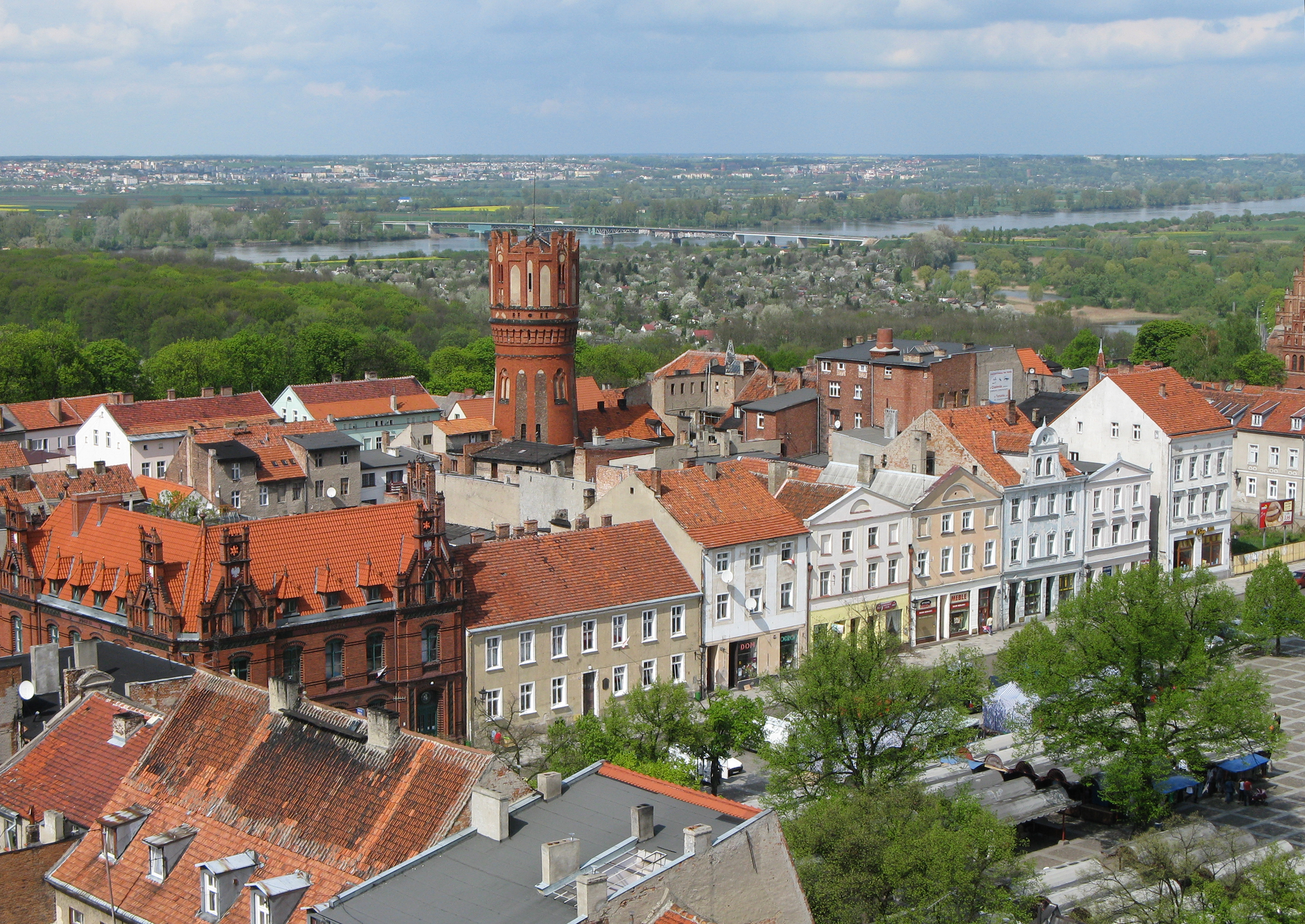
Chełmno

Kotlina Grudziądzka, zwana także Basenem Grudziądzkim (314.82) – mezoregion fizycznogeograficzny w północnej Polsce, stanowiący centralną część Doliny Dolnej Wisły. 

## Położenie
Kotlina Grudziądzka graniczy:
- od północy z Doliną Kwidzyńską (314.81),
- od zachodu z Wysoczyzną Świecką (314.73) i Borami Tucholskimi (314.67),
- od południowego zachodu z Doliną Fordońską (314.83),
- od południa i wschodu z Pojezierzem Chełmińskim (315.31),
- od północnego wschodu z Pojezierzem Iławskim (314.90).

Na samej północy region styka się również z Pojezierzem Starogardzkim (314.52). Mezoregion leży w całości w obrębie woj. kujawsko-pomorskiego i bierze swą nazwę od Grudziądza – jedynego miasta regionu.

## Geomorfologia
Kotlina Grudziądzka jako przedłużenie ku północy Fordońskiej Doliny Wisły, stanowi wyraźne rozszerzenie doliny Wisły na przestrzeni od Sartowic-Podwiesk po Warlubie-Leśniewo-Mokre. Jej długość wynosi ok. 24 km, a szerokość 18 km. Rzeźba terenu jest dosyć złożona i urozmaicona. 
W sprzyjających warunkach ukształtowania powierzchni dla meandrowania Wisły i związanej z tym silnej erozji zakolowej powstało duże rozszerzenie doliny. Ponadto w obrębie zakoli rozwinęły się znacznej wielkości wzgórza meandrowe w następstwie równocześnie działającej z erozją boczną erozji wgłębnej. Wzgórz meandrowych jest tu trzy i noszą one podobną jak na wybrzeżu nazwę: kępy. Są to kolejno:
- Kępa Górnej Grupy (nazwa miejscowości Górna Grupa) – na lewobrzeżu Wisły, wymiary 6×4 km,
- Kępa Forteczna – na prawobrzeżu, po północnej stronie Grudziądza, wymiary 5×3,8 km,
- Kępa Strzemięcińska – po południowej stronie Grudziądza, wymiary 5×1,5 km.

Wysokości kęp nawiązują do okalających basen wysoczyzn i wynoszą kolejno: 77, 86 i 79 m n.p.m. Przy wysokości 18 m n.p.m. lustra wody w Wiśle deniwelacje terenu w Basenie Grudziądzkim sięgają 68 m. Profile poprzeczne wykazują wyraźną asymetrię kęp. Stromymi, podciętymi stokami opadają one ku Wiśle przy nachyleniu 25–45°, 30–70° i 45–85°, łagodnymi zaś tarasami opadają na zewnątrz przy nachyleniu 3–25°.
Charakterystycznymi formami w bogato urzeźbionym dnie basenu są formy wytopiskowe po martwym lodzie z lądolodu i lodów zimowych. Do większych form tego typu należą jeziora wytopiskowe: Rudnickie Wielkie o wymiarach 2,3×1,1 km, Rudnickie Małe o wymiarach 0,8×0,4 km, mała niecka jeziora w Świętem oraz rynny subglacjalne – Fletnowska długości 10 km i szerokości 80–250 m z małym jeziorkiem pośrodku oraz rynna jeziora Tarpno. Osobliwością tych form jest ich przetrwanie dzięki konserwującej roli martwych lodów, pomimo dużej degradacji powierzchni plejstoceńskiej na obszarze prawie całego basenu przez procesy erozji i denudacji, a następnie zasypania dna przez procesu akumulacji rzecznej i biogenicznej. 
Rynny jeziorne są stosunkowo głębokie. Jezioro Rudnickie Wielkie tworzy obecnie nieckę głębokości 13 m poniżej powierzchni równiny zalewowej Wisły, a ok. 75 m poniżej powierzchni otaczającej wysoczyzny morenowej. Jeszcze niżej schodzi dno niecki Jeziora Rudnickiego Małego. Z kolei Rynna Fletnowska, położona w zachodniej części Basenu Grudziądzkiego, przebiega południkowo, rozcinając w północnej części wysoczyzną morenową, a w dnie basenu stożek napływowy Mątawy i tarasy wyższe. Pod zatorfioną pokrywą o miąższości ok. 10 m, dno mineralne rynny leży na wysokości ok. 70 m poniżej powierzchni obrzeżającej basen wysoczyzny. 
Taki układ i cechy rynien oraz wytopisk odegrały istotną rolę w zainicjowaniu i rozwoju Basenu Grudziądzkiego, w który następnie wkroczyła Wisła i jej dopływy, głównie Mątawa i Osa i modelowała go swoją działalnością. Działalność tę zaznaczyła Wisła zespołem dziewięciu poziomów tarasowych.

## Charakterystyka
Mezoregion stanowi kotlinowate rozszerzenie doliny Wisły, ciągnące się po obu brzegach rzeki na wysokości do 20 m n.p.m. 
Dno doliny obniża się od 21 m n.p.m. pod Świeciem do 14 m koło Nowego. Szerokość kotliny dochodzi do 15 km, a jego powierzchnia do 300 km2. Kotlina powstała w miejscu zmiany kierunku pierwotnego odpływu wód Prawisły z południowo-zachodniego na północno-wschodni pod koniec fazy pomorskiej zlodowacenia bałtyckiego. 
Martwe zakola dolinne po wschodniej i zachodniej stronie współczesnej doliny zalewowej są wypełnione piaskami, na których powstały wydmy śródlądowe, starorzecza, rynny podlodowcowe i zabagnienia, a także jeziora wytopiskowe. 
Kępa Grupy i zachodni martwy meander dolinny są zalesione. Las zachował się częściowo również we wschodnim meandrze na południe od Grudziądza. 

### Podział na mikroregiony
T. Gacki i J. Szukalski w pracy „Dolina Dolnej Wisły” wyróżnili w dnie doliny 13 mikroregionów: 6 na lewym brzegu i 7 na prawym brzegu koryta Wisły:
- lewobrzeżne:
  - dragacki – ciągnie się wzdłuż wsi Dragacz, naprzeciw Grudziądza,
  - komórski – wydłużony, ciągnący się wzdłuż równoległej do Wisły Mątawy, u podnóża zboczy współczesnej doliny,
  - fletnowski – zalesiony, w martwej dolinie na północ od Grupy,
  - kępa Grupy,
  - wiąski (od wsi Wiąg) - obejmujący zbocze doliny między Sartowicami, a Świeciem,
- prawobrzeżne:
  - świerkociński - nad dolnym biegiem Osy, stary meander doliny Wisły,
  - piaskowski (od wsi Piaski (powiat grudziądzki)) - na wschód od Grudziądza,
  - rudnicki (od wsi Mały Rudnik) - na południe od Grudziądza
  - grudziądzki - obejmuje zurbanizowane kępy: Strzemięcińską i Forteczną,
  - łęski (od wsi Łęg (województwo kujawsko-pomorskie)) - ciągnie się wzdłuż Wisły w kierunku Chełmna,
  - podwieski - piaszczysty z płatami lasu,
  - łunawski (od wsi Wielkie Łunawy) - niższy łąkowy u podnóża zalesionego zbocza,
  - chełmiński – położony w okolicy miasta Chełmna.

### Miasta
Największym miastem mezoregionu, od którego wziął swą nazwę jest Grudziądz. Jest to miasto położone w obrębie samej Doliny Dolnej Wisły, na Kępie Strzemiecińskiej i Kępie Fortecznej oraz w obniżeniu między nimi. Odgrywało ono w przeszłości znaczną rolę dzięki położeniu nad ważną drogą wodną Wisły, o czym świadczy zespół spichrzy z XVII-XVIII w. Zachowały się również zabytki z XIV w. (kościoły, fragmenty obwarowań miejskich). Miasto jest również węzłem kolejowym, w którym zbiegają się linie z Malborka do Torunia i z Chojnic przez Laskowice Pomorskie do Jabłonowa Pomorskiego.
Miasta: Nowe na lewym brzegu na północy i Chełmno na prawym brzegu na południu, zbudowano na wysoczyznach i chociaż były one związane z drogą wodną Wisły, to ze względu na lokalizację zaliczono je do regionów przyległych, tj. Pojezierza Starogardzkiego i Pojezierza Chełmińskiego.